# 535 TCN
535 TCN là một năm trong lịch La Mã.